# Kap Tafara
Das Kap Tafara (portugiesisch Cabo Tafara) liegt an der Südküste der Insel Timor. Es befindet sich im osttimoresischen Suco Suai Loro (Verwaltungsamt Suai, Gemeinde Cova Lima). Südwestlich des Kaps mündet der Fluss Tafara in die Timorsee, der die Grenze zwischen den Sucos Suai Loro im Norden und Casabauc (Verwaltungsamt Tilomar) im Süden bildet.